# Anthony Caro
Sir Anthony Caro OM (Surrey, New Malden, 1924. március 8. – London, 2013. október 23.) angol szobrász. Munkássága fordulatot hozott a 20. századi szobrászat fejlődésében.

## Pályafutása
Mérnöki tanulmányokat folytatott a Cambridge-i Egyetemen, majd szobrászatot tanult a Királyi Művészeti Akadémián. 1951 és 1953 között Henry Moore asszisztense volt. Korai munkáit agyagból, és bronzból készítette. Első kiállításaát Milánóban rendezték 1956-ban a Galleria del Naviglio galériában, 1957-ben már Londonban állított ki.
1959-ben a Ford Alapítvány ösztöndíjával az Egyesült Államokba utazott. Avantgárd művészekkel ismerkedett meg, többek között Helen Frankenthaler, Robert Motherwell, Kenneth Noland festőkkel, és David Smith szobrásszal. Smith hegesztett acéllemezekkel dolgozott, és ez Caro számára az alkotás új kifejezési formáját jelentette.
Londonba visszatérve acél kompozíciókat állított össze hegesztett, csapszegekkel rögzített lemezekből, rudakból, és csövekből. Ezeket élénk vagy unalmas színekre festette, és közvetlenül a padlóra helyezte. Így radikálisan megváltozott az műalkotás és a néző kapcsolata. 
Az acél mellett felhasznált bronzot, ólmot, ezüstöt, kőagyagot, fát és kartont. Az absztrakt szobrászat kifejezési formáit állandóan megújító, tanítványaira nagy hatást gyakorló tanár volt a St. Martin’s School of Art-on Londonban, Henry Moore és David Smith utódjának tekintették, ugyanakkor önálló, egyedi művészként ismerték el.

## Geléria

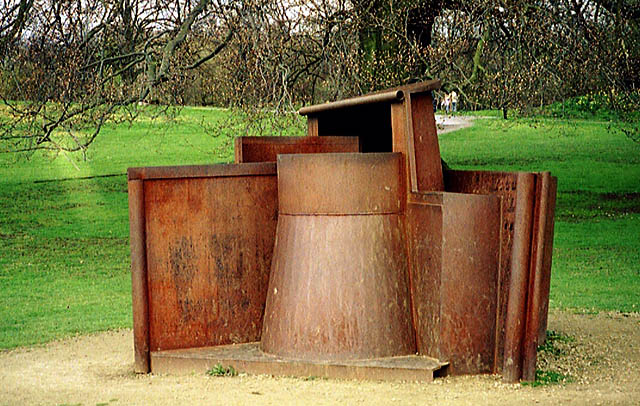
Álomváros (1996), rozsdás acél Yorkshire-i szoborpark
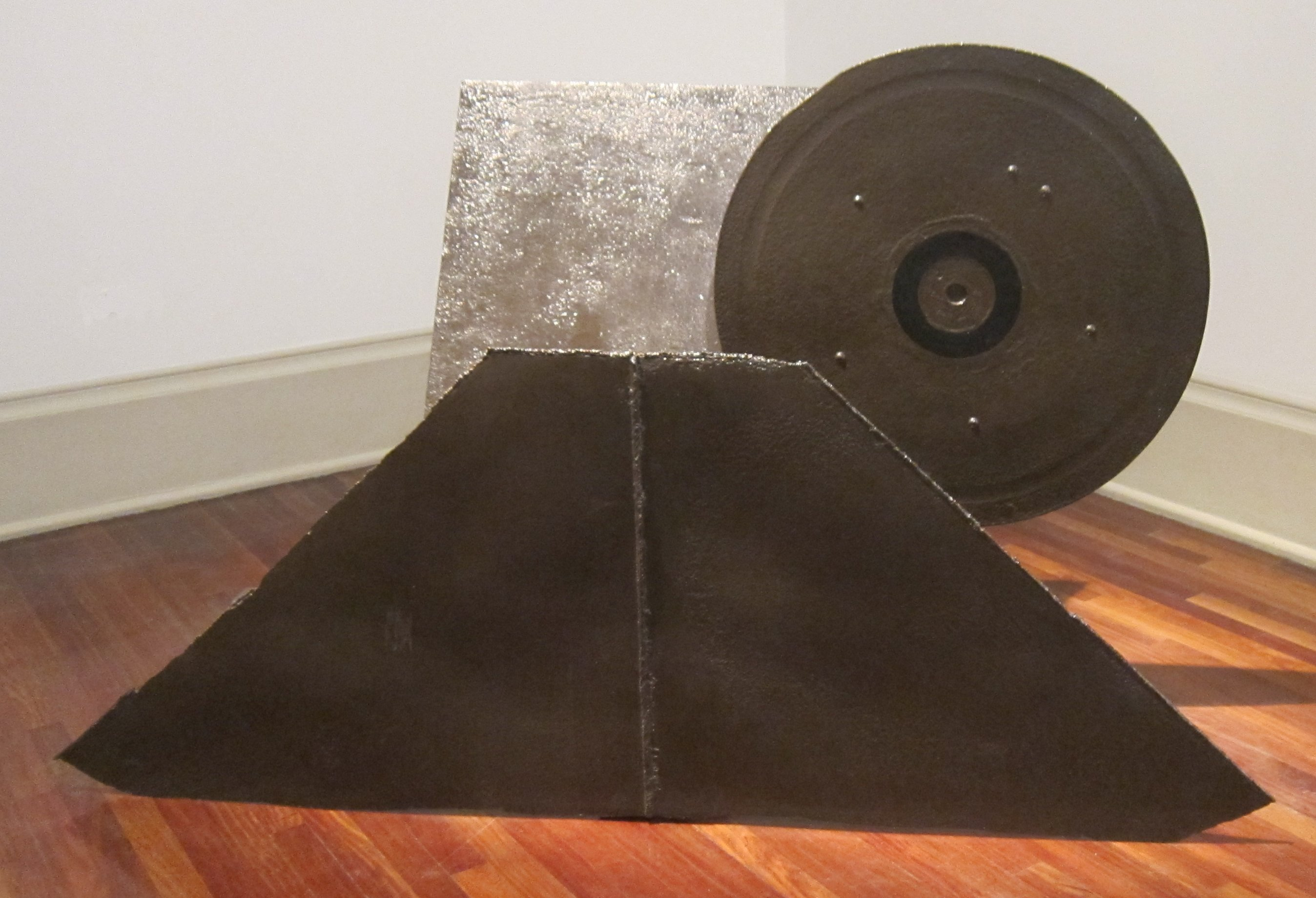
Huszonnégy óra (1960), festett acél szobor, Tate